# Sue Mengers
Sue Mengers (Hamburgo, 2 de septiembre de 1932 - Beverly Hills, 15 de octubre de 2011) fue una agente de talentos germano-estadounidense. Trabajó junto a numerosos cineastas y actores del denominado Nuevo Hollywood, entre los años 1960 y 1980.

## Biografía
Nació en una familia judía en Hamburgo, Alemania, hija de George y Ruth Mengers (de soltera Levy). En 1938 llegó a Nueva York con sus padres en el barco S.S. Koenigstein desde Amberes. Ninguno de sus padres hablaba inglés en aquel entonces. Tras mudarse a Utica, Nueva York, su padre se convirtió en vendedor ambulante. Después del suicidio de su padre en un hotel de Times Square, Mengers se mudó al Bronx con su madre, quien trabajaba como contadora.
Mengers ingresó al negocio de las agencias de talentos en 1955 como recepcionista en la empresa Music Corporation of America (MCA). También trabajó durante un tiempo como secretaria para la agencia de teatro independiente Baum & Newborn. Finalmente, fue contratada como secretaria en la William Morris Agency, una potencia en la industria de la televisión emergente, donde permaneció hasta 1963, cuando un ex colega de Baum & Newborn, Tom Korman, formó su propia agencia y la contrató como agente de talentos.
Su primera gran incorporación a sus libros fue la actriz Julie Harris, que era principalmente una actriz de teatro. Para sorpresa de Mengers, Harris quería aparecer en un episodio de la serie de televisión Bonanza. La agente se puso en contacto con el productor, quien encargó un episodio escrito especialmente para Harris. Mengers representó también a Anthony Perkins, que no había trabajado en Estados Unidos desde su participación en Psicosis (1960) de Alfred Hitchcock. Se puso en contacto con el productor Ray Stark y le consiguió un papel en la película ¿Arde París? (1966) del director René Clément.
A fines de la década de 1960 fue contratada por Creative Management Associates (CMA), una agencia propiedad de Freddie Fields. Los clientes de CMA incluían a Paul Newman, Steve McQueen y Robert Redford. El 30 de diciembre de 1974, Fields vendió la empresa a International Famous Agency (IFA) de Marvin Josephson; las dos agencias se fusionaron para convertirse en International Creative Management (ICM). Durante esta época, Mengers representó a Barbra Streisand, Burt Reynolds, Diana Ross, Ryan O'Neal, Ali McGraw, Michael Caine, Candice Bergen, Gene Hackman, Tuesday Weld, Faye Dunaway, Cybill Shepherd, Sidney Lumet, Herbert Ross, William Friedkin, Peter Bogdanovich, Brian De Palma, Bob Fosse y Gore Vidal, entre otros. Streisand dejó de ser su cliente debido a un desacuerdo sobre la película Yentl (1983), la que si bien recibió nominaciones en los premios Óscar no fue un gran éxito de taquilla. Mengers se retiró de ICM en 1986 y regresó a la Agencia William Morris por un breve período de 1988 a 1990.
Mengers falleció el 15 de octubre de 2011 de neumonía en su casa de Beverly Hills, California, a los 79 años. El editor de la revista Vanity Fair, Graydon Carter, publicó un tributo a la mañana siguiente. Fue incluida en el In Memoriam de la 84.ª edición de los Premios Óscar.